# Џо Рокококо
Џо Рокококо (енгл. Joe Rokocoko; 6. јун 1983) је професионални новозеландски рагбиста и легенда "Ол блекса" која тренутно игра за Расинг 92.

## Биографија
Висок 189 цм, тежак 109 кг, Рокококо игра на позицији број 11 - лево крило. У каријери је пре француског Расинга играо за Аврон Бајон, Оукленд и екипу Блузси. За репрезентацију Новог Зеланда је одиграо 68 тест мечева и постигао чак 47 есеја. Више есеја од њега за Нови Зеланд дао је само Даг Хаулет.